# 2013-as WTA 125K versenysorozat
A 2013-as WTA 125K versenysorozat a WTA által szervezett nemzetközi tenisztorna az élvonalat követő profi női teniszezők számára. A 2013-as évad öt tornát foglalt magába, amelyek mindegyikének díjalapja 125 000 amerikai dollár volt.

## Szerezhető ranglistapontok
Rövidítések: Gy=győzelem; D=döntős; ED=elődöntős; ND=negyeddöntős; R16=16 között; R32=32 között; Q=kvalfikációt szerzett; Q2=kvalifikáció 2. fordulója; Q1=kvalifikáció 1. fordulója.
| Esemény       | Gy  | D   | ED | ND | R16 | R32 | Q |
| ------------- | --- | --- | -- | -- | --- | --- | - |
| Egyéni, páros | 160 | 117 | 85 | 44 | 22  | 1   | 6 |

## Versenynaptár
| Kezdet         | Torna                                                                                  | Bajnok                                                 | Döntős                                 | Elődöntősök                        | Negyeddöntősök                                                                     |
| -------------- | -------------------------------------------------------------------------------------- | ------------------------------------------------------ | -------------------------------------- | ---------------------------------- | ---------------------------------------------------------------------------------- |
| Február 11.    | Copa Bionaire Cali, Kolumbia 125 000 $ – Salak – 32S/16Q/16D                           | Lara Arruabarrena 6–3, 6–2                             | Catalina Castaño                       | Elina Szvitolina Paula Ormaechea   | Mariana Duque Mariño Szeszil Karatancseva Alekszandra Panova Teliana Pereira       |
| Február 11.    | Copa Bionaire Cali, Kolumbia 125 000 $ – Salak – 32S/16Q/16D                           | Catalina Castaño Mariana Duque Mariño 3–6, 6–1, [10–5] | Florencia Molinero Teliana Pereira     | Elina Szvitolina Paula Ormaechea   | Mariana Duque Mariño Szeszil Karatancseva Alekszandra Panova Teliana Pereira       |
| Augusztus 5.   | Suzhou Ladies Open Szucsou, Kína 125 000 $ – Kemény – 32S/16Q/16D                      | Sahar Peér 6–2, 2–6, 6–3                               | Cseng Szaj-szaj                        | Babos Tímea Doi Miszaki            | Tamarine Tanasugarn Csou Ji-miao Csang Suaj Hozumi Eri                             |
| Augusztus 5.   | Suzhou Ladies Open Szucsou, Kína 125 000 $ – Kemény – 32S/16Q/16D                      | Babos Tímea Michaëlla Krajicek 6–2, 6–2                | Han Hszin-jün Hozumi Eri               | Babos Tímea Doi Miszaki            | Tamarine Tanasugarn Csou Ji-miao Csang Suaj Hozumi Eri                             |
| Szeptember 23. | Ningbo International Women's Tennis Open Ningbo, Kína 125 000 $ – Kemény – 32S/16Q/16D | Bojana Jovanovski 6–7(7), 6–4, 6–1                     | Csang Suaj                             | Johanna Larsson Yvonne Meusburger  | Anna Karolína Schmiedlová Konta Johanna Jaroszlava Svedova Anabel Medina Garrigues |
| Szeptember 23. | Ningbo International Women's Tennis Open Ningbo, Kína 125 000 $ – Kemény – 32S/16Q/16D | Csan Jung-zsan Csang Suaj 6–2, 6–1                     | Irina Burjacsok Okszana Kalasnikova    | Johanna Larsson Yvonne Meusburger  | Anna Karolína Schmiedlová Konta Johanna Jaroszlava Svedova Anabel Medina Garrigues |
| Október 28.    | Nanjing Ladies Open Nanking, Kína 125 000 $ – Kemény – 32S/16Q/16D                     | Csang Suaj 6–4, feladta                                | Morita Ajumi                           | Jarmila Gajdošová Yanina Wickmayer | Vang Csiang Anna Karolína Schmiedlová Cseng Szaj-szaj Anna-Lena Friedsam           |
| Október 28.    | Nanjing Ladies Open Nanking, Kína 125 000 $ – Kemény – 32S/16Q/16D                     | Doi Miszaki Hszü Ji-fan 6–1, 6–4                       | Jaroszlava Svedova Csang Suaj          | Jarmila Gajdošová Yanina Wickmayer | Vang Csiang Anna Karolína Schmiedlová Cseng Szaj-szaj Anna-Lena Friedsam           |
| November 4.    | OEC Taipei WTA Ladies Open Tajpej, Tajvan 125 000 $ – Szőnyeg (fedett) – 32S/16Q/16D   | Alison Van Uytvanck 6–4, 6–2                           | Yanina Wickmayer                       | Dinah Pfizenmaier Luksika Kumkhum  | Jekatyerina Bicskova Katarzyna Piter Petra Martić Cseng Szaj-szaj                  |
| November 4.    | OEC Taipei WTA Ladies Open Tajpej, Tajvan 125 000 $ – Szőnyeg (fedett) – 32S/16Q/16D   | Caroline Garcia Jaroszlava Svedova 6–3, 6–3            | Anna-Lena Friedsam Alison Van Uytvanck | Dinah Pfizenmaier Luksika Kumkhum  | Jekatyerina Bicskova Katarzyna Piter Petra Martić Cseng Szaj-szaj                  |

## Statisztikák
A táblázatok tartalmazzák az egyéni és páros tornagyőzelmek számát versenyzőként és országonként.

### Győzelmek versenyzőnként
| Össz | Versenyző                 | Egyéni | Páros | Egyéni | Páros |
| ---- | ------------------------- | ------ | ----- | ------ | ----- |
| 2    | Csang Suaj (CHN)          | ●      | ●     | 1      | 1     |
| 1    | Lara Arruabarrena (ESP)   | ●      |       | 1      | 0     |
| 1    | Bojana Jovanovski (SRB)   | ●      |       | 1      | 0     |
| 1    | Sahar Peér (ISR)          | ●      |       | 1      | 0     |
| 1    | Alison Van Uytvanck (BEL) | ●      |       | 1      | 0     |
| 1    | Babos Tímea (HUN)         |        | ●     | 0      | 1     |
| 1    | Catalina Castaño (COL)    |        | ●     | 0      | 1     |
| 1    | Csan Jung-zsan (TPE)      |        | ●     | 0      | 1     |
| 1    | Miszaki Doi (JPN)         |        | ●     | 0      | 1     |
| 1    | Mariana Duque (COL)       |        | ●     | 0      | 1     |
| 1    | Caroline Garcia (FRA)     |        | ●     | 0      | 1     |
| 1    | Michaëlla Krajicek (NED)  |        | ●     | 0      | 1     |
| 1    | Jaroszlava Svedova (KAZ)  |        | ●     | 0      | 1     |
| 1    | Hszü Ji-fan (CHN)         |        | ●     | 0      | 1     |

### Győzelmek országonként
| Össz | Ország        | Egyéni | Páros |
| ---- | ------------- | ------ | ----- |
| 3    | Kína          | 1      | 2     |
| 1    | Belgium       | 1      | 0     |
| 1    | Izrael        | 1      | 0     |
| 1    | Szerbia       | 1      | 0     |
| 1    | Spanyolország | 1      | 0     |
| 1    | Kolumbia      | 0      | 1     |
| 1    | Tajvan        | 0      | 1     |
| 1    | Franciaország | 0      | 1     |
| 1    | Magyarország  | 0      | 1     |
| 1    | Japán         | 0      | 1     |
| 1    | Kazahsztán    | 0      | 1     |
| 1    | Hollandia     | 0      | 1     |